# Sebergham
Sebergham – wieś w Anglii, w Kumbrii, w dystrykcie (unitary authority) Cumberland. Leży 16 km na południe od miasta Carlisle i 408 km na północny zachód od Londynu. W 2001 miejscowość liczyła 361 mieszkańców.